# Piper cyrtostachys
Piper cyrtostachys är en pepparväxtart som beskrevs av Henry Nicholas Ridley. Piper cyrtostachys ingår i släktet Piper och familjen pepparväxter. Inga underarter finns listade i Catalogue of Life.